# Dream of Love
Dream of Love (bra: Sonho de Amor) é um filme mudo estadunidense de 1928, do gênero drama histórico biográfico, dirigido por Fred Niblo, e estrelado por Joan Crawford, Nils Asther e Aileen Pringle. O roteiro de Dorothy Farnum foi baseado na peça teatral "Adrienne Lecouvreur" (1849), de Ernest Legouvé e Eugène Scribe.
Na trama, Asther interpreta o príncipe Maurício da Saxônia e Crawford interpreta Adrienne Lecouvreur, uma artista cigana, ambos envolvidos em uma história de amor perdido e vingança. O filme agora é considerado perdido.

## Sinopse
Adrienne Lecouvreur (Joan Crawford), uma mulher cigana que se apresenta em um carnaval itinerante, não consegue encontrar o amor verdadeiro para si mesma até conhecer Maurício, um príncipe herdeiro dos Bálcãs, que viaja incógnito. Mesmo apaixonados, eles se separam quando, por motivos diplomáticos, o príncipe é convocado a fazer amor com a rica esposa de um duque influente. Com o passar do tempo, Adrienne se torna uma atriz de teatro popular – coincidentemente, a moça está estrelando uma peça teatral que lembra a triste história de seu relacionamento com o príncipe – e acaba se encontrando com Maurício, que por sua vez está lutando para conseguir seu trono de um ditador usurpador. Com a ajuda de Adrienne, Maurício se torna rei, mas ele e Adrienne devem novamente seguir caminhos separados, ele para o palácio e ela para o teatro.

## Elenco
- Joan Crawford como Adrienne Lecouvreur
- Nils Asther como Príncipe Maurício da Saxônia
- Aileen Pringle como Duquesa
- Warner Oland como Duque, atual ditador
- Carmel Myers como Condessa Marie Duvarre
- Harry Reinhardt como Conde
- Harry Myers como Barão
- Alphonse Martell como Michonet
- Fletcher Norton como Ivan

## Recepção

### Bilheteria
De acordo com os registros da Metro-Goldwyn-Mayer, o filme arrecadou US$ 339.000 nacionalmente e US$ 232.000 no exterior, totalizando US$ 571.000 mundialmente. O retorno lucrativo da produção foi de US$ 138.000.